# Lijst van personen overleden in december 2017
Dit is een lijst van bekende personen die zijn overleden in december 2017.

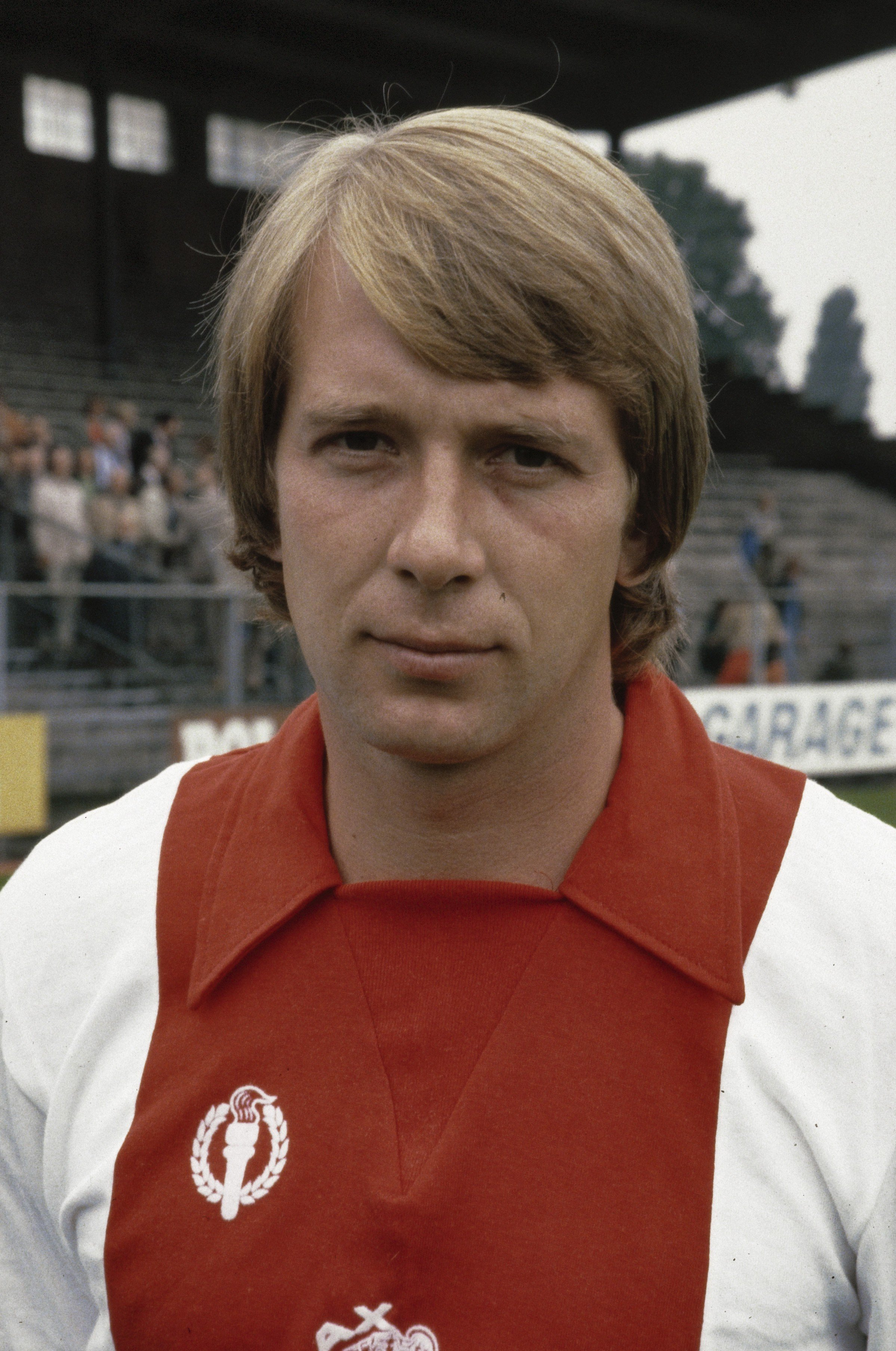
Henning Jensen
4 december

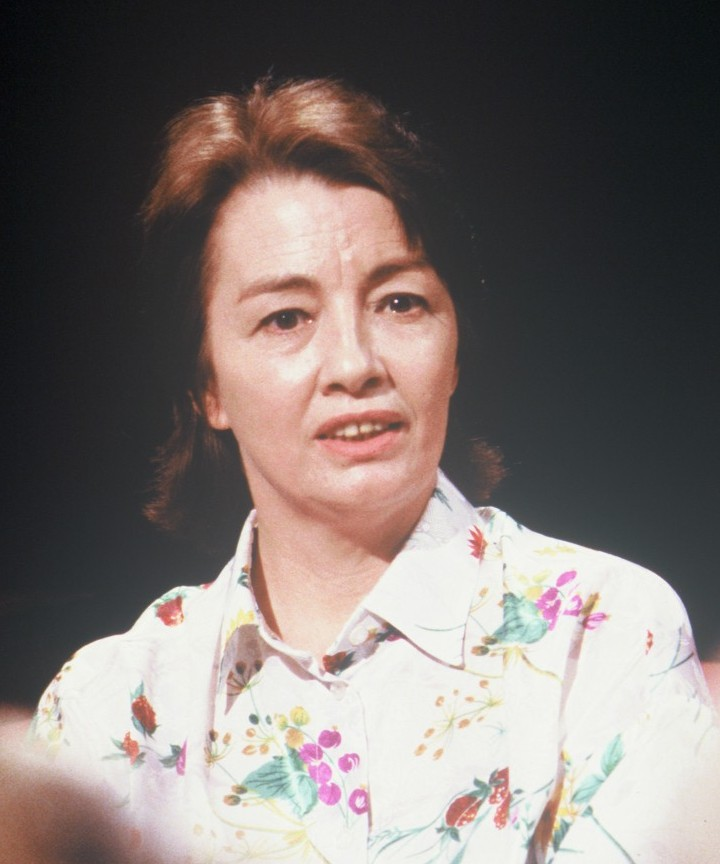
Christine Keeler
4 december

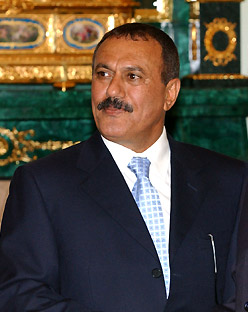
Ali Abdullah Saleh
4 december

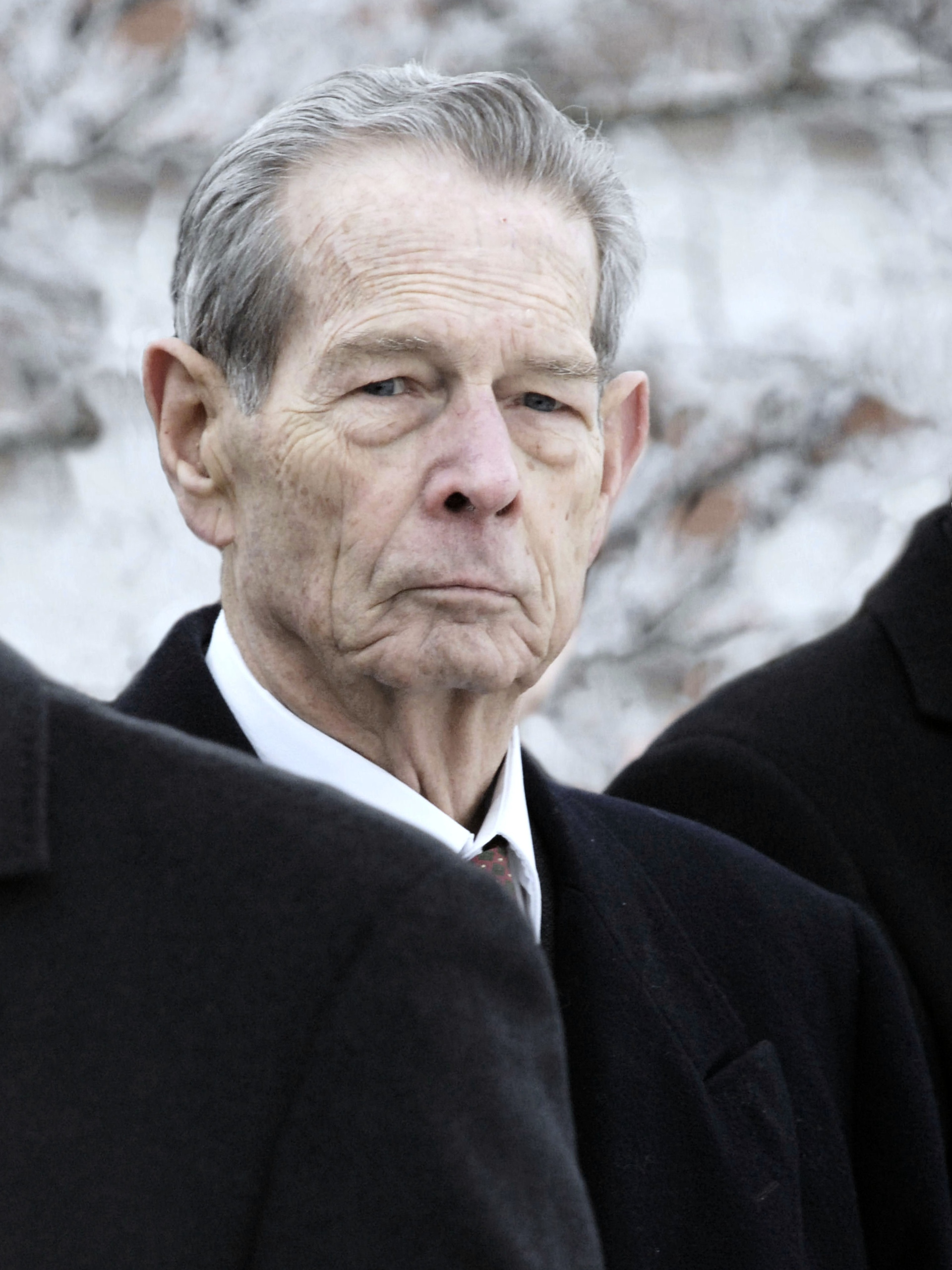
Michaël I
5 december

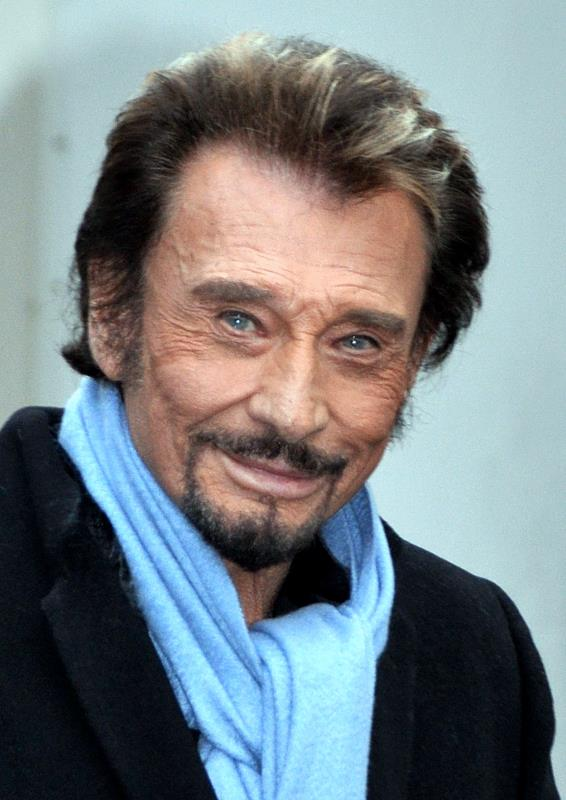
Johnny Hallyday
6 december

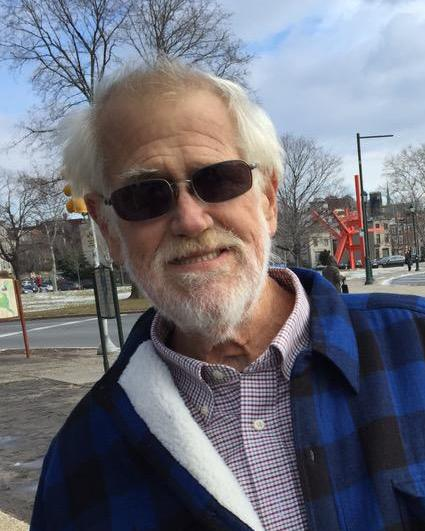
Angry Grandpa
10 december

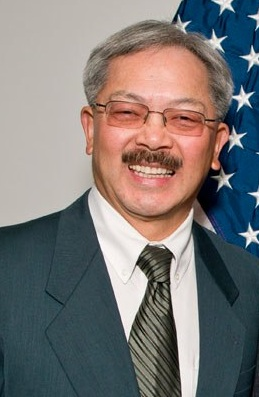
Ed Lee
12 december

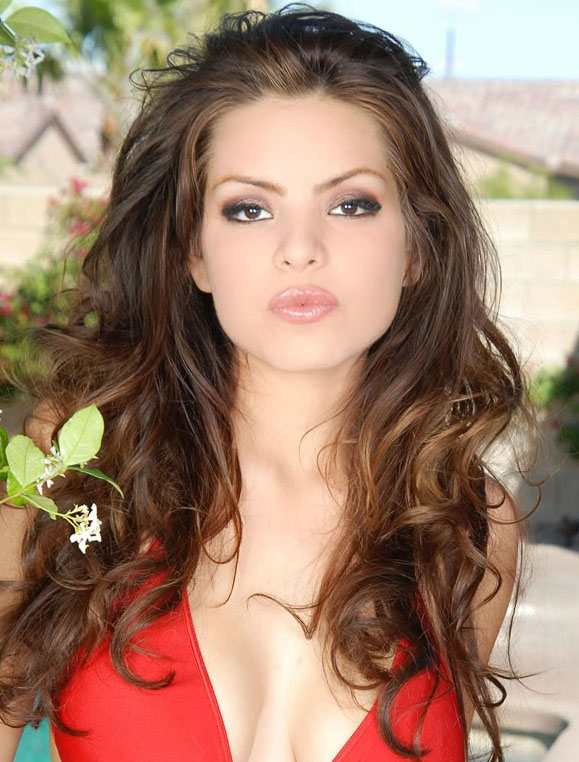
Yurizan Beltran
13 december

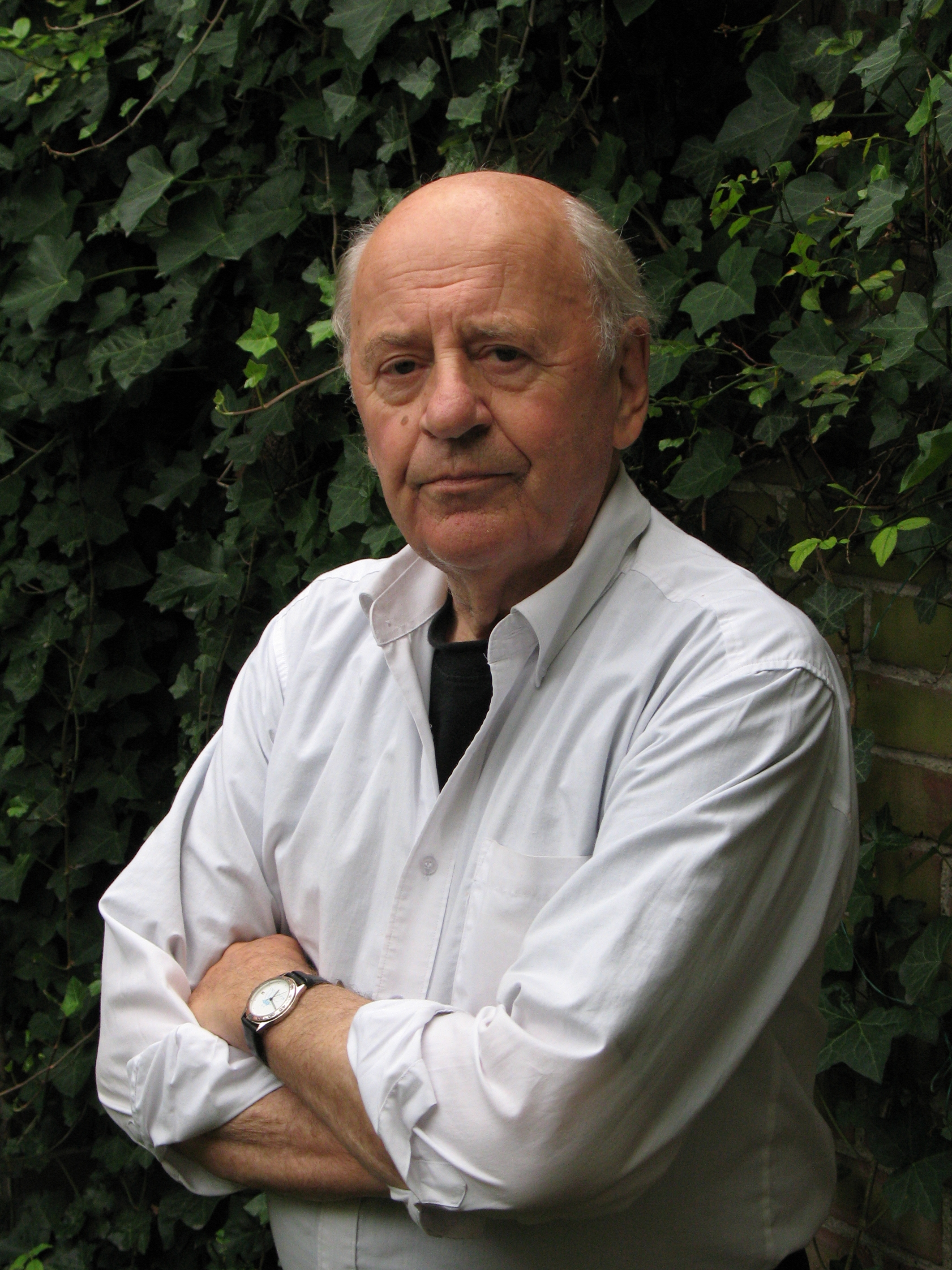
Sietz Leeflang
14 december

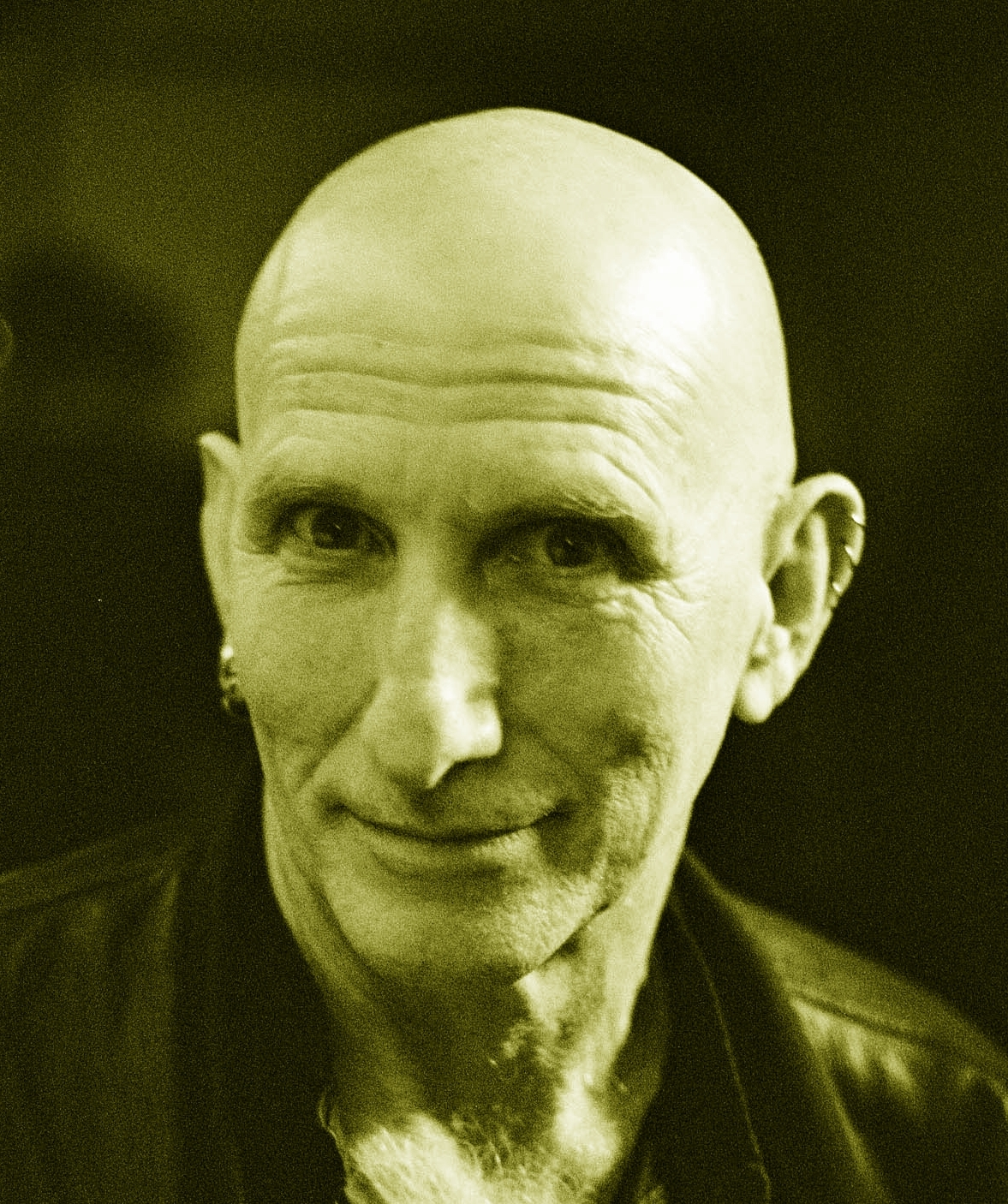
Z'EV
16 december

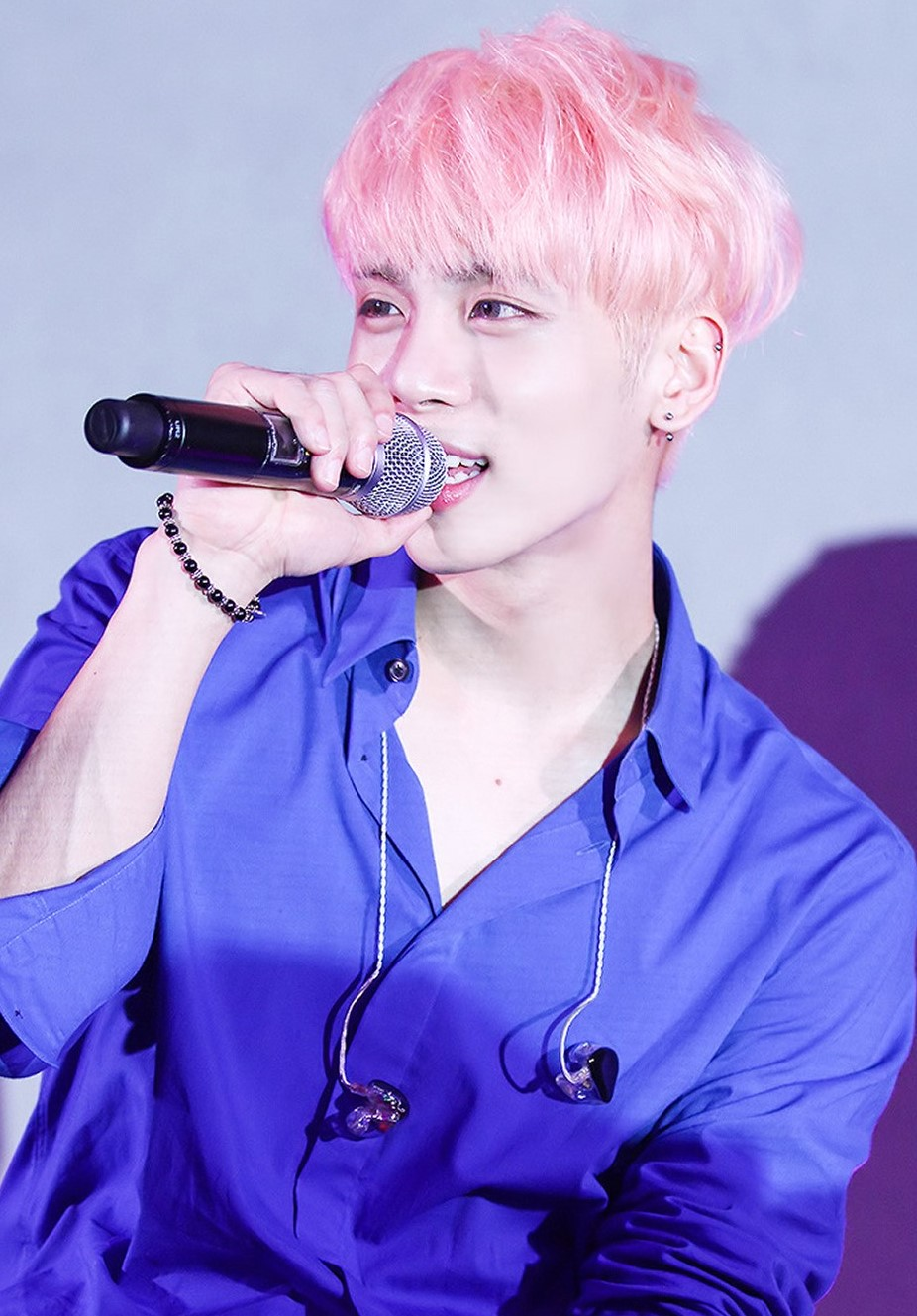
Kim Jong-hyun
18 december

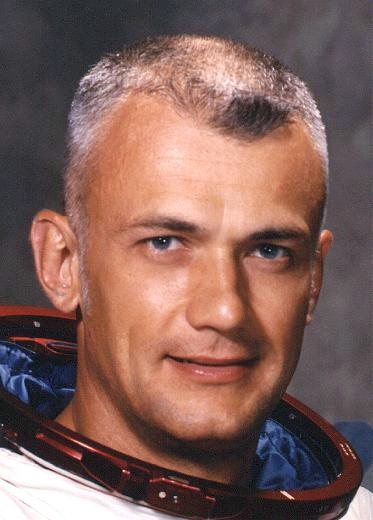
Bruce McCandless
21 december

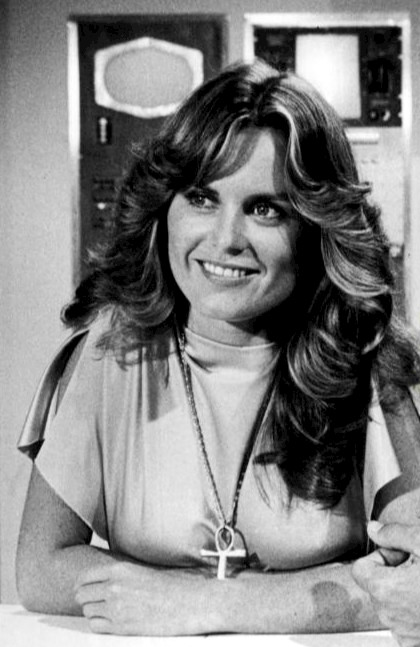
Heather Menzies
24 december

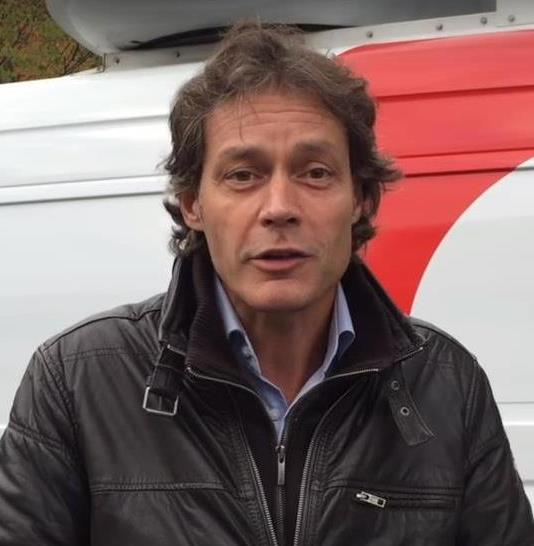
Joost Karhof
26 december

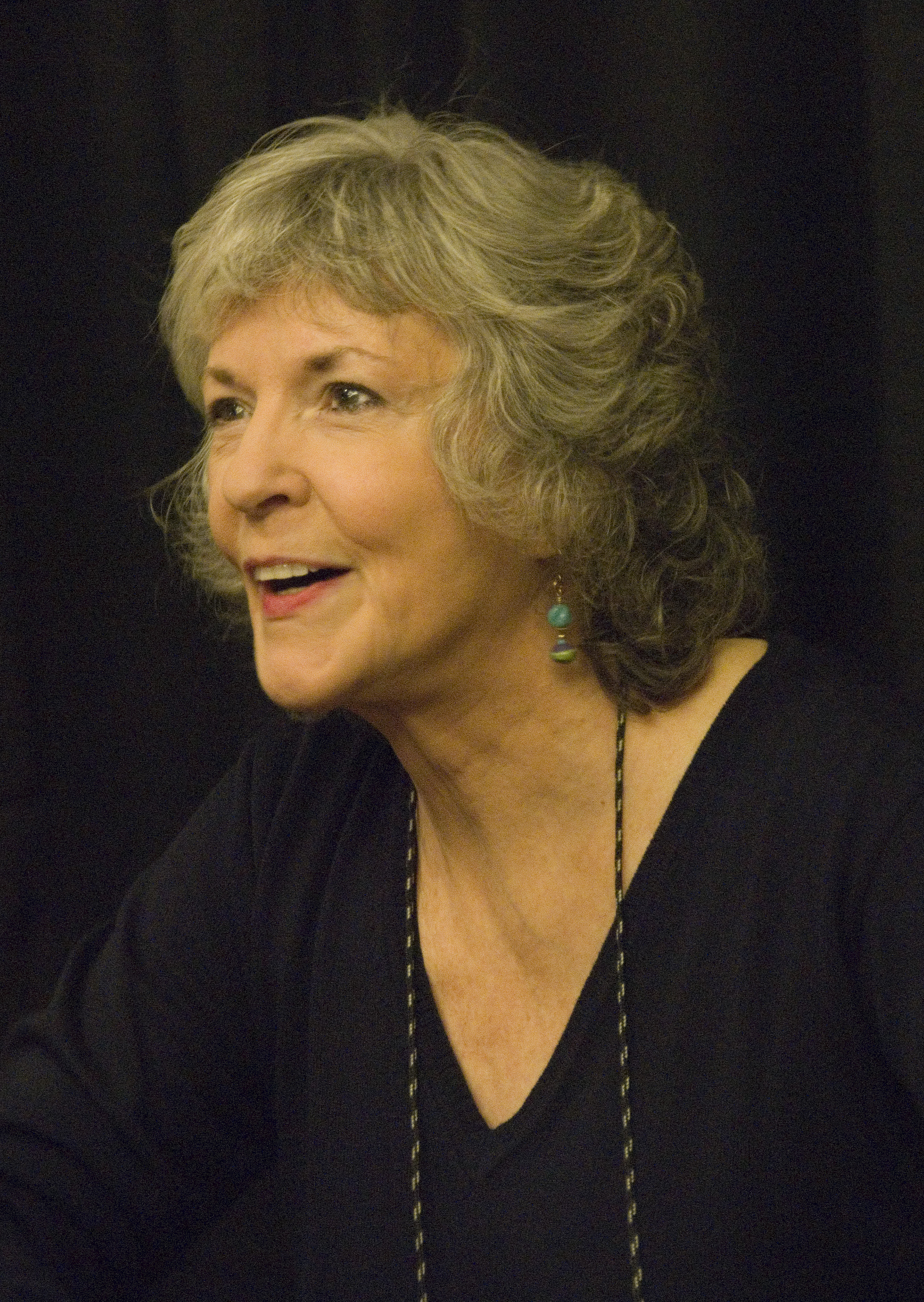
Sue Grafton
28 december

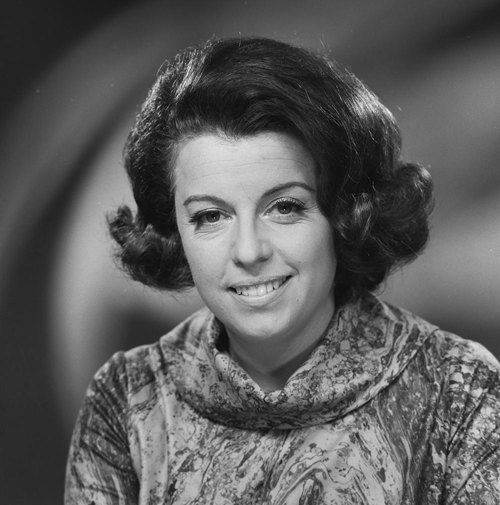
Sonja van Proosdij
28 december

| 1 | 2 | 3 | 4 | 5 | 6 | 7 | 8 | 9 | 10 | 11 | 12 | 13 | 14 | 15 | 16 | 17 | 18 | 19 | 20 | 21 | 22 | 23 | 24 | 25 | 26 | 27 | 28 | 29 | 30 | 31 |
| - | - | - | - | - | - | - | - | - | -- | -- | -- | -- | -- | -- | -- | -- | -- | -- | -- | -- | -- | -- | -- | -- | -- | -- | -- | -- | -- | -- |

### 1 december
- Enrico Castellani (87), Italiaans kunstschilder[1]
- Ruben Rozendaal (61), Surinaams militair[2]
- Fredy Schmidtke (56), (West-)Duits baanwielrenner[3]
- Uli Vos (71), Duits hockeyspeler[4]

### 2 december
- Jaap Harten (87), Nederlands schrijver en dichter[5]
- Ulli Lommel (72), Duits acteur en filmregisseur[6]
- Edwin Mosquera (32), Colombiaans gewichtheffer[7]

### 3 december
- John B. Anderson (95), Amerikaans politicus[8]
- Patrick Henry (64), Frans moordenaar[9]
- Koos van der Werff (92), Nederlands hoogleraar[10]

### 4 december
- Armenak Alachachian (86), Armeens basketballer en basketbalcoach[11]
- Robert Alt (90), Zwitsers bobsleeër[12]
- Alexander Harvey II (94), Amerikaans rechter[13]
- Henning Jensen (68) Deens voetballer[14]
- Shashi Kapoor (79), Indiaas acteur[15]
- Christine Keeler (75), Brits model[16]
- Manuel Marín (68), Spaans politicus[17]
- Gregory Rigters (32), Surinaams voetballer[18]
- Ali Abdullah Saleh (75), president van Jemen[19]

### 5 december
- August Ames (23), Amerikaans pornoactrice[20]
- Michel Dighneef (81), Belgisch voetballer en politicus[21]
- Jean d'Ormesson (92), Frans schrijver, journalist en filosoof[22]
- Michaël I (96), koning van Roemenië[23]
- Heinz Neudecker (84), Nederlands econometrist[24]
- Jacky Simon (76), Frans voetballer[25]

### 6 december
- Fernande De Raeve (111), oudste Belg[26]
- William H. Gass (93), Amerikaans schrijver[27]
- Johnny Hallyday (74), Frans zanger en acteur[28]
- Judith Miller (76), Frans filosofe[29]
- Cyrus Young (89), Amerikaans speerwerper[30]

### 7 december
- Ton Bijkerk (86), Nederlands sporthistoricus[31]
- Tommy Horton (76), Brits golfer[32]
- Philippe Maystadt (69), Belgisch politicus[33]
- Sunny Murray (81), Amerikaans jazzmusicus[34]
- Steve Reevis (55), Amerikaans acteur[35]
- Manu Ruys (93), Belgisch journalist en publicist[36]

### 8 december
- Josy Eisenberg (83), Frans rabbijn[37]
- Carlos María Franzini (66), Argentijns aartsbisschop[38]
- Bob Vansant (63), Belgisch psychotherapeut[39]

### 9 december
- Leonid Bronevoj (88), Sovjet-Russisch acteur[40]
- Benjamin Massing (55), Kameroens voetballer[41]
- Tom Zenk (59), Amerikaans worstelaar[42]

### 10 december
- Angry Grandpa (67), Amerikaans internetpersoonlijkheid[43]
- Bruce Brown (80), Amerikaans filmregisseur[44]
- Manno Charlemagne (69), Haïtiaans zanger, politiek activist en politicus[45]
- Max Clifford (74), Brits journalist[46]
- Piet Kuiper (83), Nederlands hoogleraar[47]
- Antonio Riboldi (94), Italiaans bisschop[48]

### 11 december
- Keith Chegwin (60), Brits presentator en acteur[49]
- Charles Jenkins (77), Amerikaans soldaat en deserteur naar Noord-Korea[50]
- Suzanna Leigh (72), Brits actrice[51]

### 12 december
- Pat DiNizio (62), Amerikaans zanger en muzikant[52]
- Ed Lee (65), Amerikaans politicus en burgemeester[53]
- Harry Sparnaay (73), Nederlands musicus[54]
- Aharon Leib Steinman (104), Israëlisch rabbijn[55]

### 13 december
- Yurizan Beltran (31), Amerikaans pornoactrice[56]
- Warrel Dane (56), Amerikaans muzikant[57]
- Simon Dickie (66), Nieuw-Zeelands roeier[58]
- Bruce Gray (81), Amerikaans acteur[59]
- Robert Naudts (91), Belgisch voetbalbestuurder[60]
- Martin Ransohoff (90), Amerikaans filmproducent[61]
- Charles Zentai (96), Hongaars verdachte van nazi-oorlogsmisdaden[62]

### 14 december
- Bob Givens (99), Amerikaans animator[63]
- Sietz Leeflang (84), Nederlands wetenschapsjournalist en milieuactivist[64]
- Marc Van Eeghem (57), Belgisch acteur[65]
- Robert C. Sproul (78), Amerikaans theoloog[66]

### 15 december
- Darlanne Fluegel (64), Amerikaans actrice[67]
- Freddy Van Gaever (79), Belgisch politicus en ondernemer[68]
- Toby Rix (97), Nederlands entertainer[69]
- Ana María Vela Rubio (116), Spaanse supereeuwelinge en oudste inwoner van Europa[70]
- Heinz Wolff (89), Duits-Brits wetenschapper en presentator[71]

### 16 december
- Ralph Carney (61), Amerikaans saxofonist[72]
- Sharon Laws (43), Brits wielrenster[73]
- Keely Smith (89), Amerikaans zangeres[74]
- Chris Van Doorslaer (56), Belgisch ondernemer[75]
- Z'EV (66), Amerikaans dichter en muzikant[76]

### 17 december
- Anne Paans (73), Nederlands hoogleraar[77]
- Wilhem Herman Daniël Quarles van Ufford (88), Nederlands bestuurder[78]

### 18 december
- Kim Jong-hyun (27), Zuid-Koreaans zanger[79]
- Altero Matteoli (77), Italiaans politicus[80]
- Arseni Roginski (71), Sovjet-Russisch historicus en dissident[81]

### 19 december
- Marc De Leeuw (53), Belgisch wetsdokter[82]
- Clifford Irving (87), Amerikaans schrijver en oplichter[83]
- Lona Rietschel (84), Duits striptekenaar[84]
- Hiep Thi Le (46), Vietnamees-Amerikaans actrice[85]
- Richard Venture (94), Amerikaans acteur[86]

### 20 december
- Jean-Jacques Guyon (85), Frans ruiter[87]
- Bernard Francis Law (86), Amerikaans kardinaal[88]
- Jiří Sloup (64), Tsjecho-Slowaaks voetballer[89]

### 21 december
- Zdzisław Bieniek (87), Pools voetballer[90]
- Dominic Frontiere (86), Amerikaans (film)componist, accordeonist en arrangeur[91]
- Halvard Kausland (72), Noors jazzgitarist[92]
- Bruce McCandless (80), Amerikaans ruimtevaarder[93]
- Roswell Rudd (82), Amerikaans jazz trombonist en componist[94]
- Mona Sulaiman (75), Filipijns atlete[95]

### 22 december
- Ton Albers (94), Nederlands kunstenaar[96]
- Eppo Brongers (88), Nederlands militair historicus[97]
- Warren Lee (73), Amerikaans-Nederlands boekhandelaar[98]
- Jason Lowndes (23), Australisch wielrenner[99]
- Umberto Stefani (99), Italiaans topambtenaar en hoogleraar[100]

### 23 december
- Héctor Morera Vega (91) Costa Ricaans bisschop[101]

### 24 december
- Koos van Dullemen (71), Nederlands voetballer[102]
- Arie Groenevelt (90), Nederlands vakbondsbestuurder[103]
- Heather Menzies (68), Amerikaans actrice[104]
- Lambert Tegenbosch (91), Nederlands kunstcriticus, publicist en galeriehouder[105]

### 25 december
- Roger Deweer (85), Belgisch atleet[106]
- Claude Haldi (75), Zwitsers autocoureur[107]
- Erich Kellerhals (78), Duits ondernemer[108]
- Vladimir Shainsky (92), Russisch componist[109]

### 26 december
- Meerten ter Borg (71), Nederlands hoogleraar[110]
- Gerd Cintl (79), Duits roeier[111]
- Joost Karhof (48), Nederlands journalist en presentator[112]
- Gualtiero Marchesi (87), Italiaans kok[113]

### 27 december
- Osvaldo Fattori (95), Italiaans voetballer[114]
- Tine van Waning (104), Nederlands beeldend kunstenares[115]

### 28 december
- Fernando Birri (92), Argentijns filmregisseur[116]
- Gerrit van Elst (100), Nederlands voetballer[117]
- Sue Grafton (77), Amerikaans schrijfster[118]
- Sonja van Proosdij (84), Nederlands radiopresentatrice[119]
- Rose Marie (94), Amerikaans actrice[120]
- Stanisław Terlecki (62), Pools voetballer[121]

### 29 december
- Peggy Cummins (92), Brits actrice[122]
- Carmen Franco y Polo (91), Spaans edelvrouw[123]
- Moulay Lahcen Zidane (78), Marokkaans voetballer[124]

### 30 december
- Omar Khlifi (83), Tunesisch filmregisseur, scenarioschrijver en filmproducent[125]
- Gavin Stamp (69), Brits architectuurhistoricus, schrijver en columnist[126]
- Gyöngyi Szalay-Horváth (49), Hongaars schermster[127]

### 31 december
- Richard Cousins (58), Brits ondernemer[128]
- Frédéric Forte (47), Frans basketballer[129]
- Edward Simons Fulmer (98), Amerikaans militair[130]
- Doreen Keogh (91), Iers actrice[131]
- Bart Lust (50), Nederlands trombonespeler[132]
- Pierre Minvielle (83), Frans schrijver[133]
- François van Orléans (56), Frans lid van het huis Bourbon-Orléans[134]
- Lauw Schneider (91), Nederlands burgemeester[135]

### Datum onbekend
- Boebi van Meegeren (93), Nederlands tennisser[136]

januari ·
februari ·
maart ·
april ·
mei ·
juni ·
juli ·
augustus ·
september ·
oktober ·
november ·
december
1900 ·
1901 ·
1902 ·
1903 ·
1904 ·
1905 ·
1906 ·
1907 ·
1908 ·
1909 ·
1910 ·
1911 ·
1912 ·
1913 ·
1914 ·
1915 ·
1916 ·
1917 ·
1918 ·
1919 ·
1920 ·
1921 ·
1922 ·
1923 ·
1924 ·
1925 ·
1926 ·
1927 ·
1928 ·
1929 ·
1930 ·
1931 ·
1932 ·
1933 ·
1934 ·
1935 ·
1936 ·
1937 ·
1938 ·
1939 ·
1940 ·
1941 ·
1942 ·
1943 ·
1944 ·
1945 ·
1946 ·
1947 ·
1948 ·
1949 ·
1950 ·
1951 ·
1952 ·
1953 ·
1954 ·
1955 ·
1956 ·
1957 ·
1958 ·
1959 ·
1960 ·
1961 ·
1962 ·
1963 ·
1964 ·
1965 ·
1966 ·
1967 ·
1968 ·
1969 ·
1970 ·
1971 ·
1972 ·
1973 ·
1974 ·
1975 ·
1976 ·
1977 ·
1978 ·
1979 ·
1980 ·
1981 ·
1982 ·
1983 ·
1984 ·
1985 ·
1986 ·
1987 ·
1988 ·
1989 ·
1990 ·
1991 ·
1992 ·
1993 ·
1994 ·
1995 ·
1996 ·
1997 ·
1998 ·
1999 ·
2000 ·
2001 ·
2002 ·
2003 ·
2004 ·
2005 ·
2006 ·
2007 ·
2008 ·
2009 ·
2010 ·
2011 ·
2012 ·
2013 ·
2014 ·
2015 ·
2016 ·
2017 ·
2018 ·
2019 ·
2020 ·
2021 ·
2022 ·
2023 ·
2024 ·
2025